# Charles Despiau

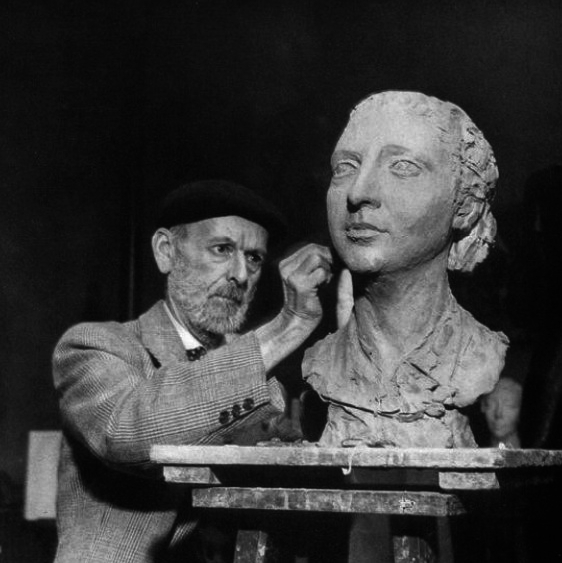
Charles Despiau

Charles Despiau (* 4. November 1874 in Mont-de-Marsan; † 28. Oktober 1946 in Paris) war ein französischer Bildhauer, der vor allem als Porträtbildhauer geschätzt war und neben Auguste Rodin, Aristide Maillol und Antoine Bourdelle zu den tonangebenden Bildhauern des frühen 20. Jahrhunderts wurde.

## Biografie

### Anfänge
Charles Despiau verbrachte Kindheit mit seinem älteren Bruder Louis in Mont-de-Marsan. Sowohl Vater als auch Großvater waren Stuckateure. Despiaus künstlerisches Talent wurde früh von seinem Vater und seinem Kunstlehrer Ismaël Morin entdeckt und gefördert.
Mit 17 Jahren zog Despiau nach Paris und begann 1892 an der École Nationale des Arte Décoratifs als Kunsthandwerker. 1895 bestand er im zweiten Versuch die Aufnahmeprüfung für die École des Beaux-Arts; er wurde Schüler von Louis-Ernest Barrias.
Fortan stellte er seine Arbeiten im Salon des Artistes Français aus. 1900 begann er als Assistent für Jean-Alfred Halou zu arbeiten und gelangte so in den weiteren Kreis um Auguste Rodin. 1901 exmatrikulierte sich Despiau von der Kunstakademie und wechselte in die Société nationale des beaux-arts. Rodin wurde in diesem Jahr erstmals auf Despiau aufmerksam, als dieser seine große Steinfigur La Convalescente ausstellte.
Die 1907 entstandene Büste Paulette brachte Rodin dazu, Despiau als Assistenten einzustellen. Es entwickelte sich ein vertrauensvolles Verhältnis. Weitere Entwicklung erfuhr Despiaus Kunst durch und in Auseinandersetzung mit der sogenannten „Bande à Schnegg“, einer Künstlergruppe um Lucien Schnegg. 1909 stellte Despiau die Jeune fille des Landes fertig, die bereits Merkmale der ruhigen Formgebung von Schnegg aufweist.
1904 heiratete er Marie Rudel, die ihm vielfach Modell saß. Die Ehe blieb kinderlos. Despiaus Kunst beschränkte sich zunächst auf Porträts von Menschen aus seiner unmittelbaren Umgebung. Während des Ersten Weltkriegs, als er sich weniger künstlerisch entfalten konnte, arbeitete Despiau in einer Tarneinheit. Doch es entstanden unter anderen zwei Kinderporträts, für die er Nachbarskinder als Modelle nutzte und er lernte viele Maler kennen, mit denen er Freundschaft schloss. Darunter waren zum Beispiel Georges Mouveau und André Dunoyer de Segonzac, die er einige Jahre später porträtierte.

### 1920er und 1930er Jahre

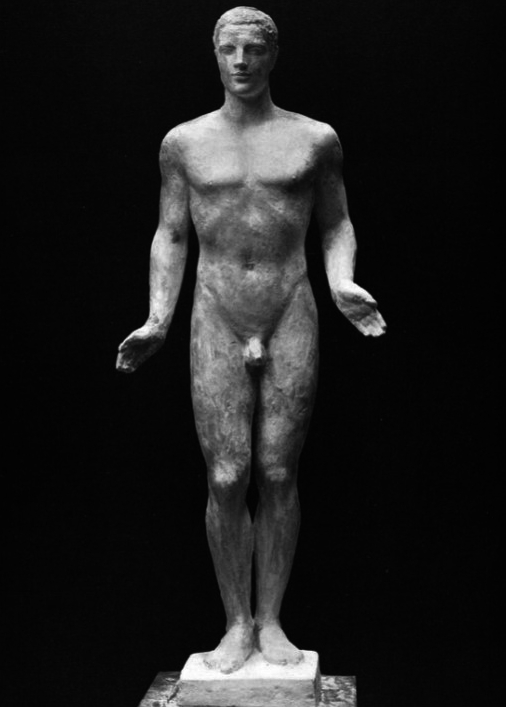
Apollon, Gipsmodell, 1942

Nach dem Tod von Auguste Rodin 1917 und dem damit verbundenen Verlust der Anstellung in dessen Meisteratelier gestaltete sich die finanzielle Situation für Despiau schwierig. Doch nachdem er, mit Unterstützung von Dunoyer de Segonzac, André Derain und anderen Freunden, wieder ausstellen konnte und der Staat ihm eine Bronzefigur der Cra-Cra abgekauft hatte, ging es langsam wieder bergauf. Er übte sich weiter im Porträtieren und machte auch erste Versuche mit großen Figuren, wie z. B. den Athlète au repos.
1923 gründete er zusammen mit Aristide Maillol, Antoine Boudelle, Léon-Ernest Drivier und Robert Wlérick den Salon des Tuileries.
Den Durchbruch seiner Karriere feierte Despiau nicht in Frankreich, sondern im Ausland, insbesondere in den USA. 1925 erlangte er durch die Ausstellung seiner Faunesse auf der großen Exposition internationale des Arts Décoratifs et industriels modernes auch in seinem Heimatland größere Bekanntheit. Im Salon des Tuileries stellte er seine Eva aus, die von den Mitgliedern, besonders den jüngeren Künstlern, hoch gelobt wurde. 1927 bekam er eine Professorenstelle an der Académie Scandinave.
Im selben Jahr hatte er seine erste Einzelausstellung in der Galerie Brummer in New York, auf der 22 seiner Werke ausgestellt wurden, darunter auch Maria Lani. Es war ein großer Erfolg und Vanity Fair schrieb, es habe seit Auguste Rodin keinen ausländischen Bildhauer gegeben, der in den USA solch einen Eindruck hinterlassen habe. Zahlreiche Ausstellungen im Ausland folgten, darunter in Buffalo, Brüssel, Chicago, Prag, Zürich, Basel, Bern und auch in Deutschland. Despiau konnte sich nun der Auftragsarbeiten kaum erwehren und war finanziell so gut gestellt, dass er auch Aufträge ablehnte.
1931 lernte er in den Landes Odette Dupeyron kennen, die für ihn von da an immer wieder Modell saß. Despiau schuf einige Zeichnungen, sowie eine Büste, eine Sitz- und eine Standfigur von ihr. 1932 traf er Assia Granatouroff, die ihm für eines seiner berühmtesten Werke Modell stand, die Assia. 1936 wurde er in den Ausschuss berufen, der für die Außenbereichsplanung der Weltfachausstellung Paris 1937 zuständig war. Dort waren auch einige seiner Werke zu sehen, darunter auch Assia, die hoch gelobt wurde. Es folgte der Auftrag eine überlebensgroße Statue für die Esplanade des Palais de Tokyo zu schaffen und Despiau begann mit der Arbeit an dem für dort vorgesehenen Entwurf Apollon. Jedoch kam er nie über ein etwa ein Meter großes Modell hinaus. Despiau war mit August Suter befreundet.

### Ende der 1930er bis in die 1940er Jahre
Bereits 1927 war Arno Breker nach Paris gekommen und hatte, wie viele Kunstschüler, Despiau in seinem Atelier besucht. Despiau war zu Beginn des Zweiten Weltkriegs mit dem Apollon beschäftigt, die Arbeit an diesem Großprojekt wurde jedoch durch die Deportation seines Modells jäh gestoppt. 1941 bot Breker ihm eine Reise nach Deutschland an und versprach sich für eine Freilassung von 100 Gefangenen, darunter auch Despiaus Modell, einzusetzen. Despiau willigte ein und begab sich auf eine einwöchige Reise nach Berlin, besuchte Galerien, Museen und auch die Neue Reichskanzlei. Künstlerkollegen wie André Dunoyer de Segonzac, Paul Landowski, Henri Bouchard, Paul Belmondo, sowie Maler wie Kees van Dongen, Maurice de Vlaminck, André Derain und Othon Friesz nahmen ebenfalls an der Reise teil. Die Reise, die offensichtlich Propagandazwecken diente, prägte maßgeblich Despiaus Ruf als Kollaborateur. Hinzu kam, dass er 1942 mit seinem Namen für einen Ausstellungskatalog zu einer Breker Ausstellung in Paris bürgte, ohne je den Text selbst geschrieben zu haben.
Nach Kriegsende wurde Despiau vor der Säuberungskommission über durchweg positive Zeugenaussagen entlastet. Doch er wurde auf offener Straße geohrfeigt und bekam Todesdrohungen nach Hause. Er wurde immer nervöser, lebte zurückgezogen, aß nur noch wenig und vernachlässigte sich. Am 28. Oktober 1946 starb er, wahrscheinlich an einer Lungenstauung, und wurde in Mont-de-Marsan im engen Familienkreis beigesetzt.
Die unklare politische Motivation von Charles Despiau im „Dritten Reich“ versperrte bislang maßgeblich eine wissenschaftliche Auseinandersetzung mit seinem Werk, das in der Entwicklung der europäischen Bildhauerei einen wichtigen Stellenwert einnimmt. Eine Ausstellung im Gerhard-Marcks-Haus Bremen zeigte bis Juni 2014 erstmals eine umfassende Retrospektive seiner bildhauerischen Arbeiten.

## Mitgliedschaften
1929 wurde er von der Académie royale des Sciences, des Lettres et des Beaux-Arts de Belgique als assoziiertes Mitglied aufgenommen.

## Werke (Auswahl)

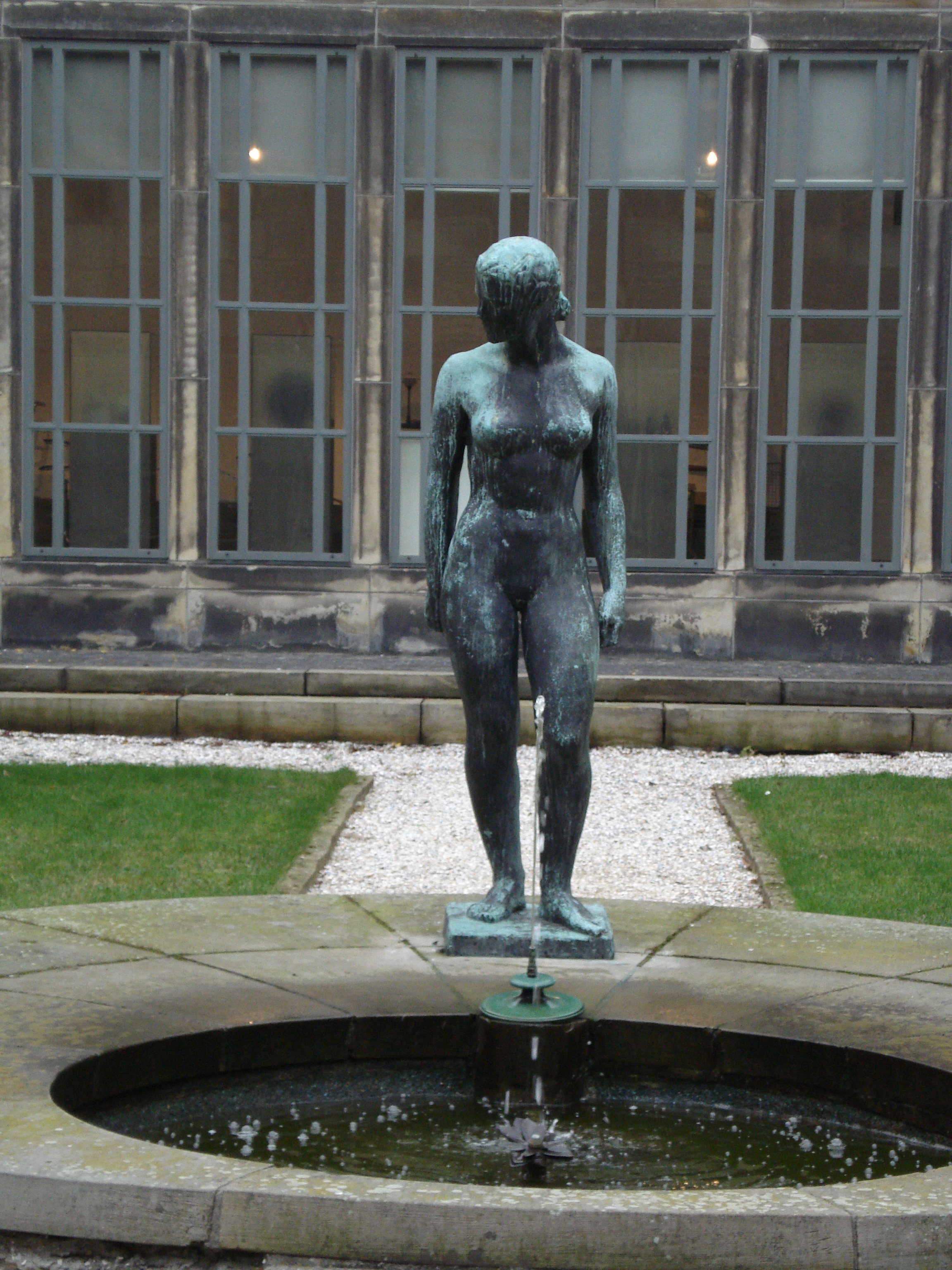
Statue Assia in Rotterdam, geschaffen im Jahr 1937 von Charles Despiau

- 1909 Paulette, Bronze. Galerie Malaquais, Paris
- 1929 Le Rálisateur, Gips. Musée Despiau-Wiérick, Mont-de-Marsan.
- 1937 Assia, Bronze. Middelheim Museum Antwerpen.

## Ausstellungen
- Einige seiner Werke wurden (unter anderem) postum auf der documenta 1 (1955) und der documenta III im Jahr 1964 in Kassel gezeigt.
- Sculpteur mal-aimé [„ungeliebter Bildhauer“] Charles Despiau. Gerhard-Marcks-Haus, Bremen, 9. Februar bis 1. Juni 2014.